# NGC 2221
NGC 2221 è una galassia a spirale di tipo Hubble Sa nella costellazione del Pittore. Si stima che si trovi a 104 milioni di anni luce dalla Via Lattea e abbia un diametro di circa 65.000 anni luce. Insieme a NGC 2222, forma una coppia di galassie gravitazionalmente interagenti.

## Scoperta
La galassia è stata scoperta il 4 dicembre 1834 dall'astronomo britannico John Herschel.